# Campeonato Europeo de Halterofilia de 1971
El L Campeonato Europeo de Halterofilia se celebró en Sofía (Bulgaria) entre el 13 y el 21 de junio de 1971 bajo la organización de la Federación Europea de Halterofilia (EWF) y la Federación Búlgara de Halterofilia.

## Medallistas
| Evento  | Oro                                    | Plata                                | Bronce                             |
| ------- | -------------------------------------- | ------------------------------------ | ---------------------------------- |
| 52 kg   | Zygmunt Smalcerz · Polonia · 332,5     | Sándor Holczreiter · Hungría · 327,5 | Mustafa Mustafov Bulgaria 305,0    |
| 56 kg   | Imre Földi · Hungría · 367,5           | Guennadi Chetin URSS 355,0           | Walter Szołtysek · Polonia · 350,0 |
| 60 kg   | Jan Wojnowski · Polonia · 397,5        | Dito Shanidze URSS 395,0             | János Benedek · Hungría · 390,0    |
| 67,5 kg | Waldemar Baszanowski · Polonia · 450,0 | Zbigniew Kaczmarek · Polonia · 435,0 | József Máthé · Hungría · 412,5     |
| 75 kg   | Viktor Kurentsov URSS 462,5            | Gábor Szarvas · Hungría · 460,0      | Ondřej Hekel Checoslovaquia 452,5  |
| 82,5 kg | Guennadi Ivanchenko URSS 500,0         | György Horváth · Hungría · 490,0     | Dino Turcato · Italia · 465,0      |
| 90 kg   | David Rigert URSS 537,5                | Bo Johansson · Suecia · 537,5        | Atanas Shopov Bulgaria 512,5       |
| 110 kg  | Valeri Yakubovski URSS 560,0           | Alexandar Kraichev Bulgaria 557,5    | Karl Utsar URSS 545,0              |
| +110 kg | Vasili Alexeyev URSS 630,0             | Stanislav Batishchev URSS 607,5      | Rudolf Mang RFA 602,5              |

1. 1 2 3  Fuerza (kg) + arrancada (kg) + dos tiempos (kg) = TOTAL (kg)

## Medallero
| Núm. | País           | Oro | Plata | Bronce | Total |
| ---- | -------------- | --- | ----- | ------ | ----- |
| 1    | URSS           | 5   | 3     | 1      | 9     |
| 2    | Polonia        | 3   | 1     | 1      | 5     |
| 3    | Hungría        | 1   | 3     | 2      | 6     |
| 4    | Bulgaria       | 0   | 1     | 2      | 3     |
| 5    | Suecia         | 0   | 1     | 0      | 1     |
| 6    | Checoslovaquia | 0   | 0     | 1      | 1     |
| 6    | Italia         | 0   | 0     | 1      | 1     |
| 6    | RFA            | 0   | 0     | 1      | 1     |
|      | TOTAL          | 9   | 9     | 9      | 27    |